# 洪孟楷
洪孟楷（1983年1月1日—），中華民國政治人物，中國國民黨籍，現任立法委員，曾任中國國民黨立法院黨團書記長、中國國民黨文化傳播委員會主任委員、嘉義市政府文化局局長。
2020年打敗呂孫綾，當選新北市第一選舉區立法委員；2024年連任。

## 政治生涯
過去擔任中國國民黨文化傳播委員會副主任委員、嘉義市政府文化局局長、黃敏惠市長辦公室機要秘書、前台北縣政府副縣長蔡家福祕書、前行政院院長江宜樺辦公室專門委員及中國國民黨發言人，並在2020年當選新北市第一選舉區立法委員，任內獲「公民監督國會聯盟」評鑑為「優秀立委」以及「口袋國會」評鑑為「優質立委」。
2023年5月3日，國民黨提名洪孟楷為新北市第一選區立委候選人，決定卸任文傳會主委，新任文傳會主委由革實院院長林寬裕兼任代理。2024總統暨立法委員選舉結果，洪孟楷在新北市第一選區以15萬8596票成為新北第一高票、全國第一高票，也創下過去新北第一選區得票數紀錄。
2024年2月，洪孟楷出任中國國民黨立法院黨團書記長，8月底卸任。

### 罷免
在2025年初，洪孟楷被當區選民提出要罷免，其中一些批評者表示洪孟楷支持了許多有爭議的法案，例如將大陸籍配偶（即陸配，或稱中配）取得身份證的年限由六年縮短到四年。罷免洪孟楷提案領銜人方柏翔表示，洪孟楷當選後多次違背主流民意，僅服從黨意，甚至支持刪減國安與民生預算，損害選民權益。
罷免案期間，有罷團志工住址遭反對罷免者公開，這位志工從未公開姓名或露臉，罷團質疑是否是有心人士跟蹤志工取得住址，令當事人極度恐慌，罷團已到警局報案。
支持罷免的還有蘇巧慧、市議員李宇翔。
另一方面，洪孟楷除了得到國民黨新北市黨部成員（黃志雄、陳偉杰、宋明宗、陳家琪、黃心華、王威元、呂家愷、洪佳君、劉美芳及阿美族議員楊春妹）支持，亦得到國民黨副主席連勝文、韓國瑜、民眾黨主席黃國昌支持。

## 家庭及個人生活
洪孟楷的父親為洪璽曜，曾任台鹽董事長、興富發建設獨立董事（已卸任）。洪孟楷的母親為郭素春，連戰辦公室發言人，曾為第四任立法委員，擔任中國國民黨第六、七任兩屆不分區立法委員。洪孟楷於2018年4月8日結婚。根據2020年財產申報，洪孟楷名下計有4筆土地、13筆建物，分別在臺北市信義區、文山區及新北市林口區，存款則為192萬。

## 爭議事件

### 立法院推擠衝突
2020年6月，在國民黨抗議監察院院長陳菊等人事案佔據立法院期間，國民黨立委洪孟楷指控民進黨立委吳秉叡勒脖子，聲淚俱下地控訴暴力，「勒住脖子的一瞬間，想到他1歲6個月的女兒及父母」，並要求吳秉叡向社會道歉。吳秉叡則回應互相拉扯的後果彼此都得承受，並提醒洪孟楷成熟一點。
立委邱議瑩則指控遭洪孟楷攻擊，洪孟楷否認攻擊相關指控的指控，表示邱議瑩先動手出腳要阻擋他進入議場，「洪孟楷並沒有對女性委員動手！」。張宏陸在臉書上發文「鏡頭外：洪孟楷在門後先偷打邱議瑩。發現同仁站在門邊，無緣無故被攻搫，我當然要出手拉開攻擊的人，過程中或許讓洪孟楷受驚了，但你不該攻擊站在門邊什麼都沒做的女性委員同仁。」並指出他確實曾對洪孟楷施「壁咚」，但是原因是在鏡頭外，洪孟楷先偷打邱議瑩。張宏陸並上傳影片，在騷動中洪孟楷趁隙攻擊在門邊的邱議瑩。洪孟楷因此被民進黨立委和時事評論員批評。顏寬恒也留言「邱議瑩不意外，我以前也被他(她)咬」。洪孟楷因此被民進黨立委和時事評論員管仁健批評。
洪孟楷對此回應，當日在議場遭民進黨立委吳秉叡勒頸、民進黨立委張宏陸則對其扯衣、壓人，並拿出驗傷單證實頸部受傷，將保留提告的權利。 洪孟楷在自己的臉書粉絲專頁上傳影片還原事發過程，表示是民進黨立委邱議瑩先動手出腳要阻擋自己進入議場，強調在本次議場攻防，對於女性沒有任何肢體上的不尊重。「這樣的指控對我是人格上的污衊，我無法接受，請別以訛傳訛，更請放話者自重。」 並呼籲民進黨不要轉移焦點，含血噴人，同時也要求立法委員吳秉叡向社會大眾道歉。

### 2020年臺灣口罩混充事件評論爭議
- 2020年9月2日，新北市一名藥師在檢查實名制口罩時發現一包口罩上印有簡體字的「安徽製」，經衛生福利部食品藥物管理署（食藥署）調查後，於9月3日勒令工廠停工並禁止出貨。在士林地檢署介入調查後，發現口罩國家隊成員之一的加利科技負責人林明進進口中國大陸製造的非醫用口罩，混入臺灣製造的實名制口罩中販售。
- 2020年9月3日，洪孟楷質疑民進黨政府藏了多少黑數的口罩，並表示「背國家隊的名、掌聲政府賺、辛苦業者背」[40]，後來林明進說法被揭發刻意説謊，洪孟楷被網友批評蝦捧林明進。[41][42]洪孟楷受訪時表示，他支持檢調勿枉勿縱好好調查，並說林明進曾說「以口罩國家隊為恥」，他要林明進「把話收回去」，並批評林明進的說，「事實你破壞市場，支持檢調勿枉勿縱，希望未來不要有事情發生，信賴口罩國家隊，不容許任何人破壞。」[43]

### 「壯世代」爭議
民眾黨立委吳春城曾經尋找洪孟楷及蘇清泉協助，在質詢時多次推銷「壯世代」理念，後來吳春城陷入爭議，洪孟楷則跳出來護航說廢除壯促法是以人格毀滅的手法來抹黑在野陣營，結果被關注「壯世代」爭議的陣營質疑，洪孟楷為何什麼這麼急，甘願為涉嫌圖利的「壯世代」護航。

### 親北京傾向和言論
洪孟楷和中國共產黨關係，以及一些對中共友善的言論，引起公眾一些關注。
例如，民進黨新北市議員何博文表示，洪孟楷家族在中國投資公司，卻查不到經營業務，疑似涉及被中國透過金錢誘惑吸收利用的統戰手法。
在罷免案期間，洪孟楷的紅統背景被罷免團體質疑。2025年7月16日新北市選舉委員辦理的2025年洪孟楷罷免案公辦電視罷免說明會上，洪孟楷在答辯環節時，以「台灣地區」代稱台灣，被認為是刻意附和中華人民共和國出於一中原則否認台灣主權國家的政治修辭。

## 選舉紀錄
| 年度 | 選舉屆數             | 選舉區           | 所屬政黨   | 得票數  | 得票率 | 當選標記   | 備註 |
| ---- | -------------------- | ---------------- | ---------- | ------- | ------ | ---------- | ---- |
| 2020 | 第十屆立法委員選舉   | 新北市第一選舉區 | 中國國民黨 | 119,401 | 46.40% |            |      |
| 2024 | 第十一屆立法委員選舉 | 新北市第一選舉區 | 中國國民黨 | 158,596 | 58.71% | 全國最高票 |      |